# Acanthomuricea uimea
Acanthomuricea uimea är en korallart som beskrevs av Manfred Grasshoff 1999. Acanthomuricea uimea ingår i släktet Acanthomuricea och familjen Plexauridae. Inga underarter finns listade i Catalogue of Life.